# Onthophagus nitidior
Onthophagus nitidior es una especie de insecto del género Onthophagus, familia Scarabaeidae, orden Coleoptera.

Fue descrita científicamente por Bates en 1887.